# Medium Attachment Unit

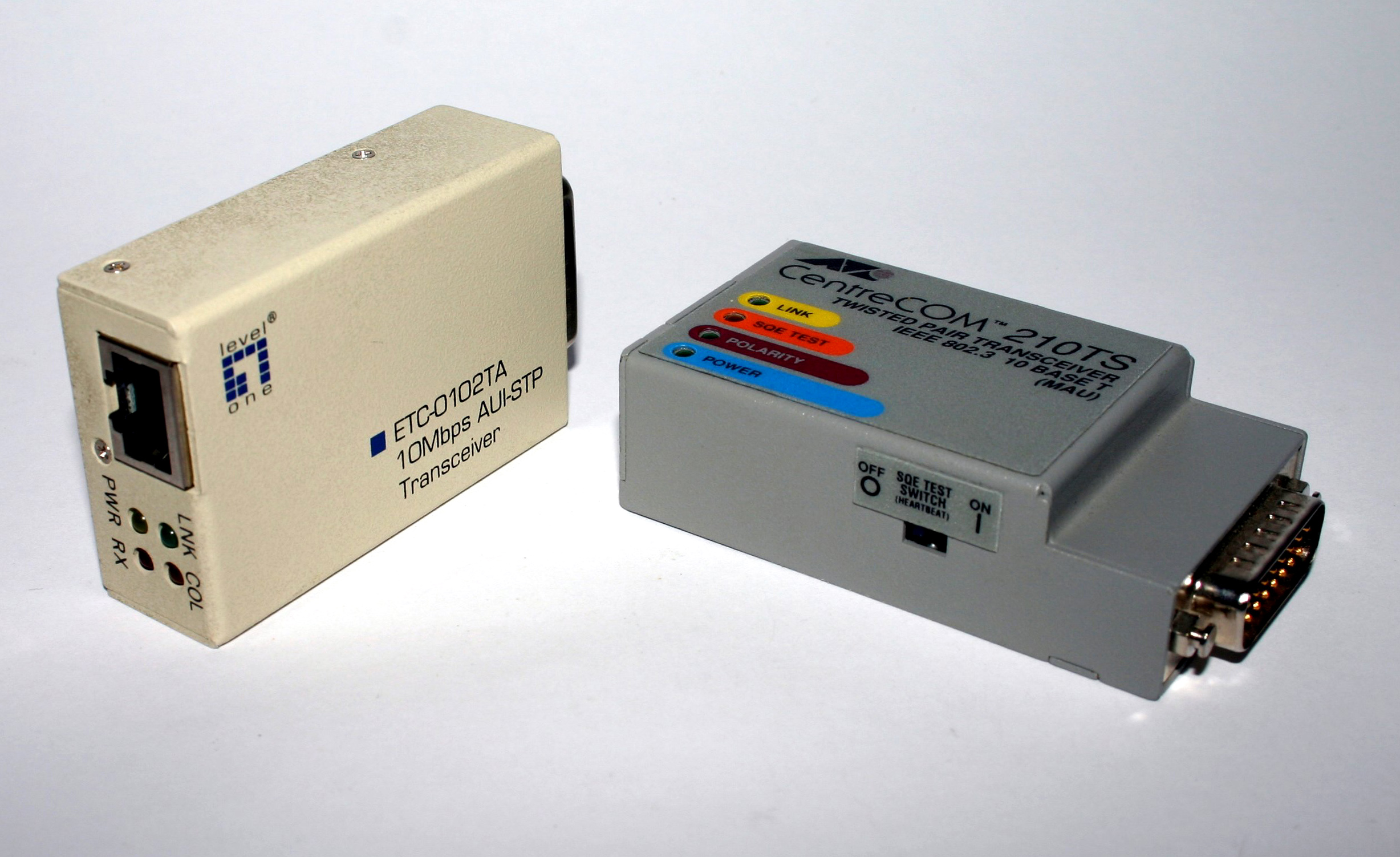
Twee 10BASE-T Medium Attachment Units

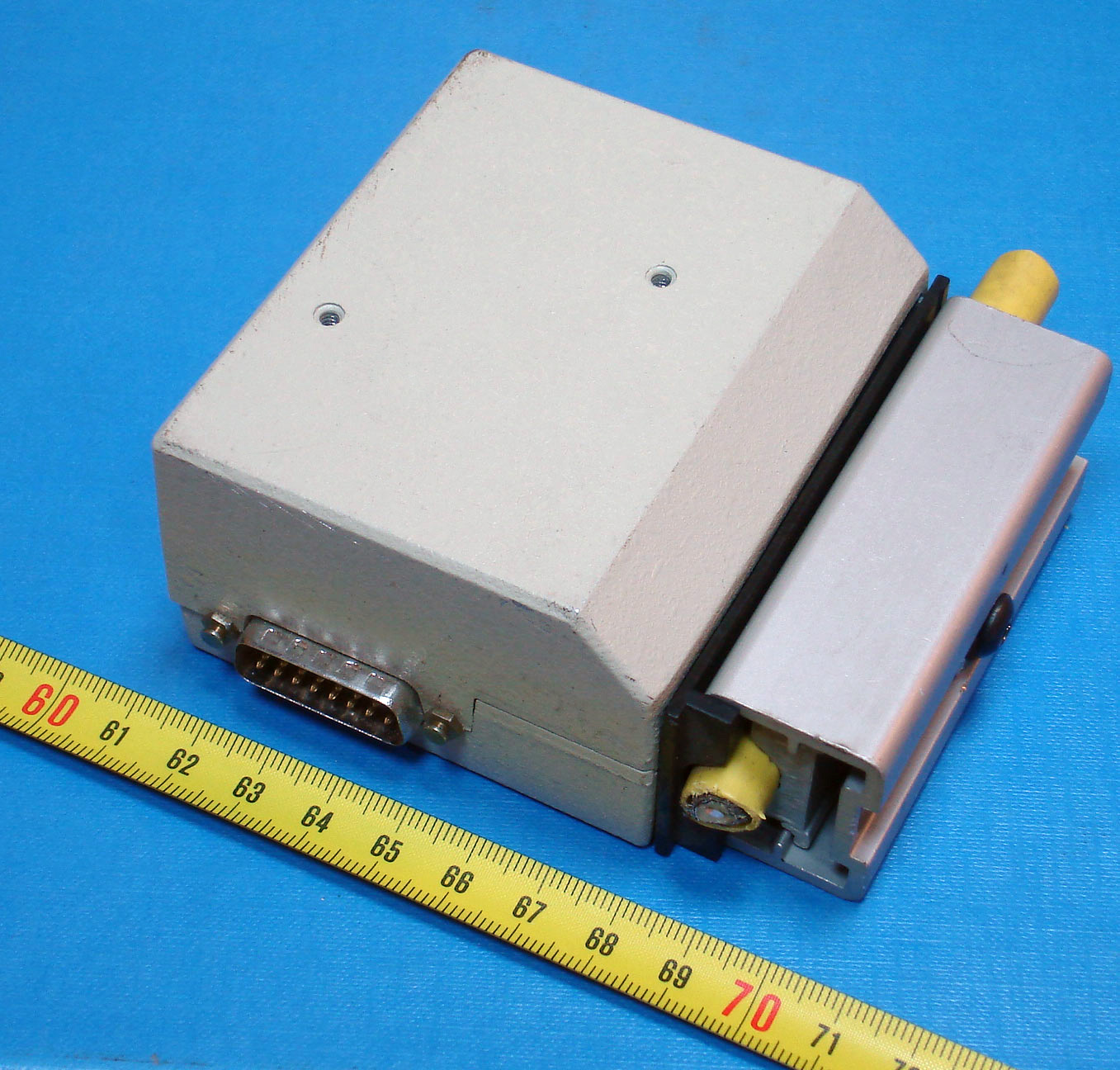
Een 10BASE5 Medium Attachment Unit, de zogenaamde "vampire tap"

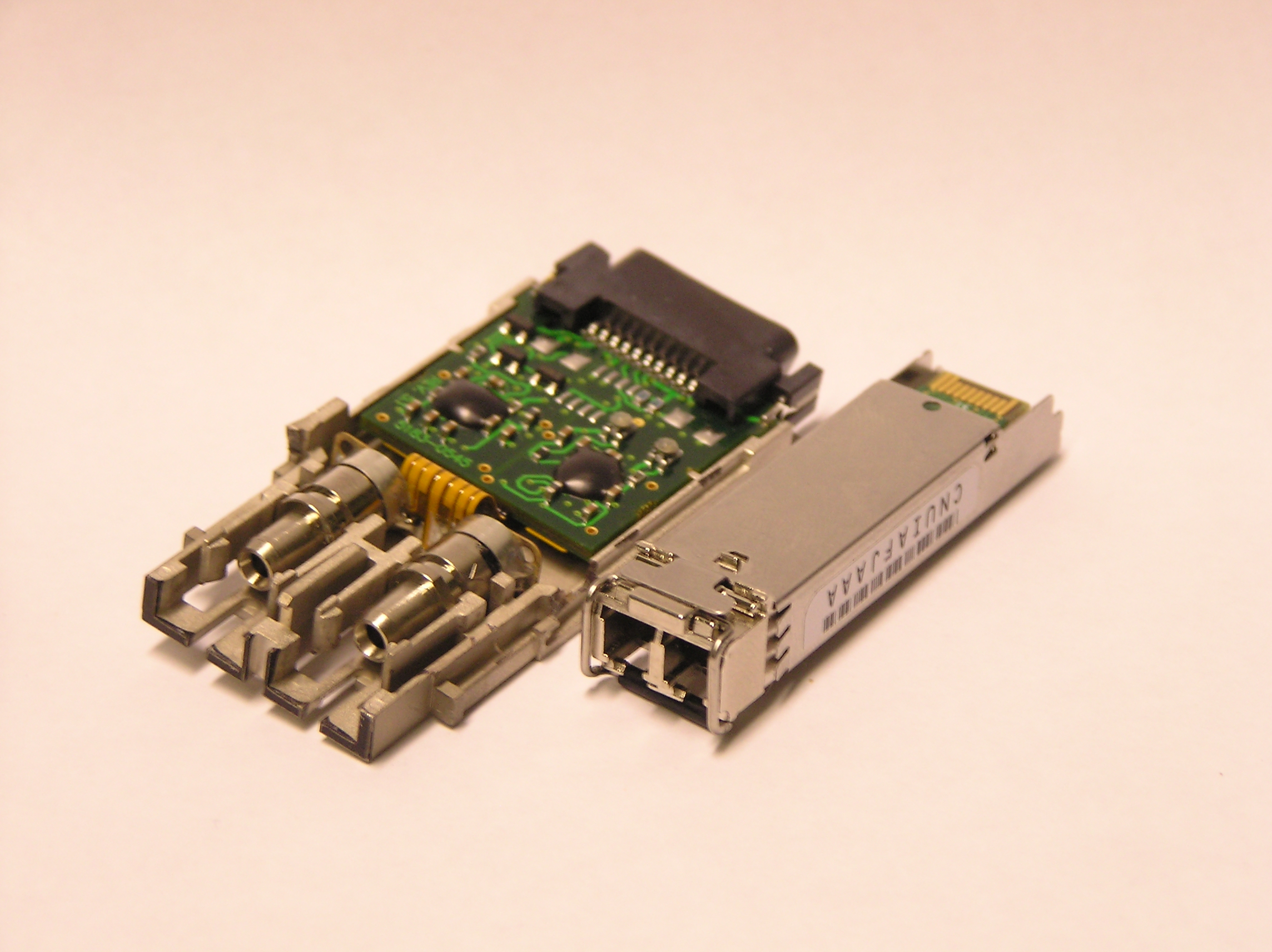
Een GBIC- (links) en een SFP-transceiver (rechts)

Een Medium Attachment Unit (MAU) is een transceiver die signalen op een Ethernet-kabel omzet van en naar Attachment Unit Interface-signalen (AUI).
Bij 10BASE5 (dik Ethernet) werd de MAU doorgaans op de Ethernet-kabel vastgeklemd (de zogenaamde "vampire tap"). Bij latere standaarden werd de MAU over het algemeen geïntegreerd in de netwerkkaart en uiteindelijk werd de gehele Ethernet-controller geïntegreerd in een enkele chip om kosten te besparen.
In een modern Ethernet-netwerk op basis van twisted pair-bekabeling worden de MAU- en de AUI-interfaces niet meer gebruikt en wordt de netwerkkabel rechtstreeks aangesloten op de Ethernet-aansluiting van een computer, switch of router.
De Fast Ethernet-standaard introduceerde een opsplitsing in Media Access Controller (MAC) en Physical Layer Interface (PHY). Deze lagen worden met elkaar verbonden via een Media Independent Interface (MII). Sommige vroege Fast Ethernet-hardware had externe fysieke MII-connectoren, functioneel vergelijkbaar met de AUI-connector.
De traditie om afzonderlijke tranceivers te gebruiken in netwerken heeft zich verder voortgezet in snelle glasvezelnetwerkinterfaces, waarbij onder andere de GBIC- en de SFP-transceivermodules een vergelijkbare rol spelen.